# Alnus japonica
Alnus japonica är en björkväxtart som först beskrevs av Carl Peter Thunberg, och fick sitt nu gällande namn av Ernst Gottlieb von Steudel. Alnus japonica ingår i släktet alar och familjen björkväxter. Inga underarter finns listade.
Exemplar är ofta utformade som buskar eller som upp till 10 meter höga träd. Sällsynt blir Alnus japonica upp till 20 meter hög.
Arten förekommer i Kina i provinserna Jilin, Liaoning, Anhui, Shandong, Jiangsu, Henan och Hebei, i Japan på landets stora öar, i östra Ryssland på Sachalin, på Koreahalvön och på Taiwan. Den introducerades i Filippinerna. Denna al växer i kulliga områden och i bergstrakter mellan 800 och 1500 meter över havet. Trädet hittas i träskmarker eller längs vattendrag.
Artens trä används bland annat som brännmaterial. Med hjälp av Alnus japonica odlas i Filippinerna svampen shiitake. För beståndet är inga hot kända. IUCN listar arten som livskraftig (LC).

## Bildgalleri

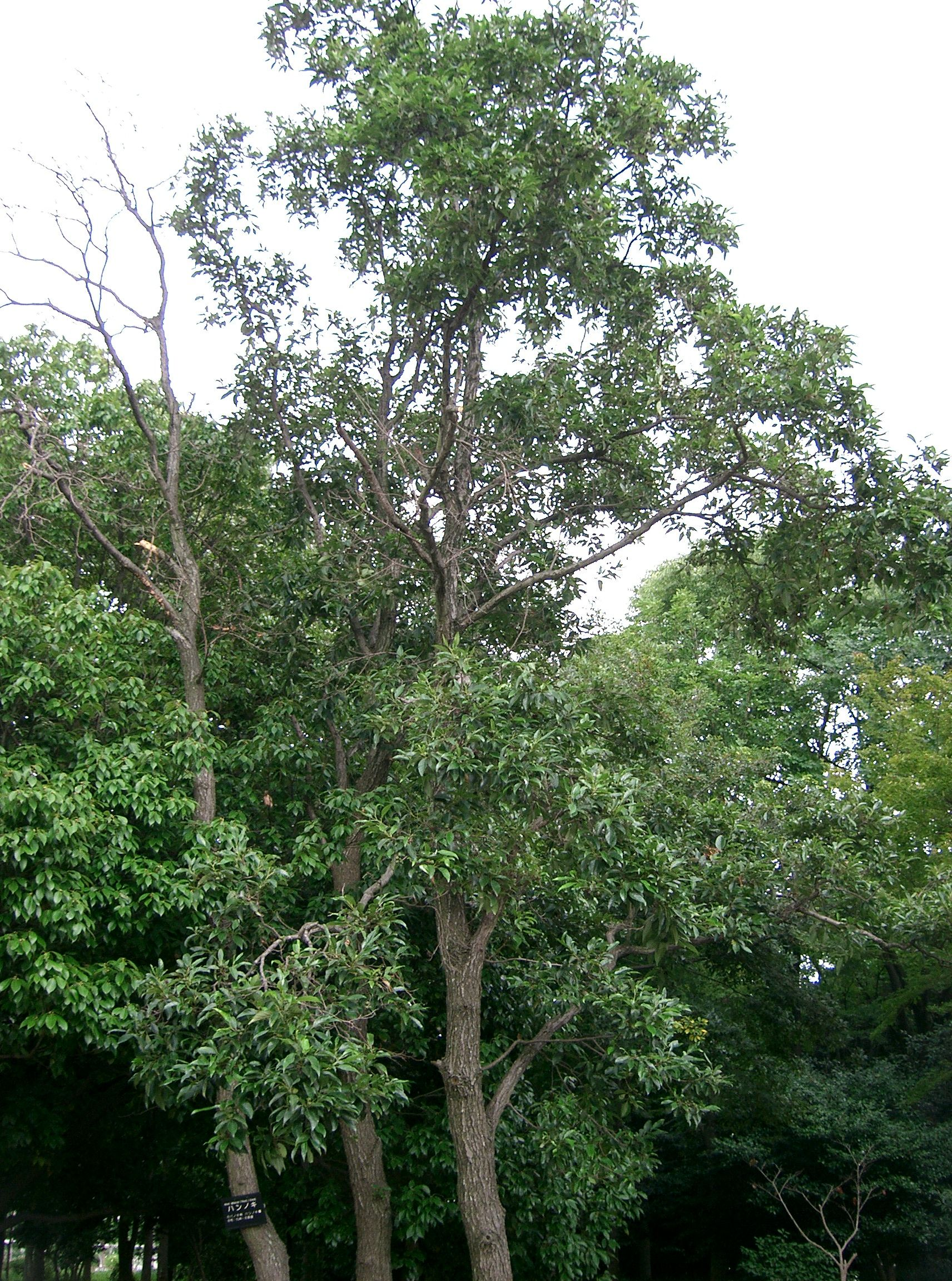